# Fuchsia apetala
Fuchsia apetala är en dunörtsväxtart som beskrevs av Hipólito Ruiz López och Pav.. Fuchsia apetala ingår i släktet fuchsior, och familjen dunörtsväxter. Inga underarter finns listade i Catalogue of Life.